# Smultrongrundet, Kyrkslätt
Smultrongrundet är en ö i Finland. Den ligger i Finska viken och i kommunen Kyrkslätt i landskapet Nyland, i den södra delen av landet. Ön ligger omkring 39 kilometer sydväst om Helsingfors.
Öns area är 1,7 hektar och dess största längd är 260 meter i sydväst-nordöstlig riktning.